# Le Faucheur (Miró)
Pour les articles homonymes, voir Le Faucheur.
Le Faucheur est une peinture murale réalisée par le peintre catalan Joan Miró en 1937 à Paris, aujourd'hui disparue. 

## Présentation et description
Constituée de six panneaux qui atteignent 5,5 mètres de haut assemblés, l'œuvre présente le portrait d'un paysan catalan tête haute et bras levés, une faux dans sa main droite, en renvoi à l'hymne catalan Els Segadors.
Créée en pleine guerre d'Espagne pour le pavillon de la République à l'exposition universelle de 1937, où elle est exposée aux côtés du Guernica de Pablo Picasso et de Nous te vengerons de Juan Navarro Ramón, elle est perdue depuis 1938.